# Mae Mercer
Mae Mercer (Condado de Edgecombe 12 de junio de 1932  — 29 de octubre de 2008) fue una cantante de blues y actriz estadounidense.

## Biografía
Mercer nació en la comunidad de Temperance Hall en el condado de Edgecombe pero vivió en Carolina del Norte hasta los 15 años. En la década de los 60, cantó durante ocho años en un local de blues de París, llamado Blues Club, propiedad del publicista Maurice Girodias así como haciendo giras por Europa. Con el tiempo llegó a ser propietaria y operadora de su propio club de blues en la ciudad.
Mercer volvió a los Estados Unidos a principios de los 70 para empezar una carrera como actriz. Así, entre sus trabajos aparece en Harry el sucio (1971), El seductor (1971), Ranas (1972), Cindy (1978) y La pequeña (Pretty Baby) (1978). Fue coproductora del documental Angela Davis: Portrait of a Revolutionary (1972).